# Älvkarleby landskommun
Älvkarleby landskommun är en tidigare kommun i Uppsala län.

## Administrativ historik
Den 1 januari 1863, när kommunalförordningarna började tillämpas, skapades över hela riket cirka 2 500 kommuner, varav 89 städer, 8 köpingar och resten landskommuner. Då inrättades i Älvkarleby socken i Örbyhus härad i Uppland denna kommun. 
1940 överfördes området Fleräng från Valbo landskommun till Älvkarleby landskommun.
1952 genomfördes den första av 1900-talets två genomgripande kommunreformer i Sverige. Denna påverkade inte Älvkarleby, vilken kvarstod som egen kommun fram till 1971, då den ombildades till Älvkarleby kommun.
Kommunkoden 1952–73 var 0319.

### Kyrklig tillhörighet
I kyrkligt hänseende tillhörde kommunen Älvkarleby församling och från 1 maj 1909 också Skutskärs församling, som utbröts ur Älvkarleby församling. Dessa församlingar återgick ihop 2006 att bilda Älvkarleby-Skutskärs församling.

## Kommunvapnet
Blasonering: I blått fält en av vågskuror bildad bjälke av silver belagd med en blå lax med fenor av guld.
Vapnet, vars innehåll går tillbaka på ett sockensigill, fastställdes av Kungl. Maj:t år 1939.

## Geografi
Älvkarleby landskommun omfattade den 1 januari 1952 en areal av 236,97 km², varav 217,64 km² land. Efter nymätningar och arealberäkningar färdiga den 1 januari 1956 omfattade landskommunen den 1 november 1960 (enligt indelningen den 1 januari 1961) en areal av 234,28 km², varav 208,43 km² land.

### Tätorter i kommunen 1960
| Tätort            | Folkmängd |
| ----------------- | --------- |
| Skutskär, del ava | 6 255     |
| Älvkarleby        | 1 272     |
| Gårdskär          | 389       |
| Marma             | 371       |
| Älvkarleö bruk    | 369       |

Tätortsgraden i kommunen var den 1 november 1960 90,3 procent.

## Politik

### Mandatfördelning i Älvkarleby landskommun, valen 1938–1966
| 25 |  |  | 2 |  |

| 26 |

| 26 | 4 |

| 28 |

| 2 | 24 | 4 |

| 29 |

|  | 25 | 4 |

| 28 |

|  | 23 |  | 4 |  |

| 27 |

| 23 | 2 |  | 2 | 2 |

| 28 |

|  | 23 | 2 |  | 2 |  |

| 28 |

| 2 | 22 |  |  | 3 |  |

| 28 |